# Producția potențială
În economie, producția potențială (cunoscută și sub denumirea de „produs intern brut potențial sau natural”) reprezintă nivelul maxim al produsului intern brut real (PIB real) care poate fi susținut pe termen lung, fără a provoca presiuni inflaționiste sau deflaționiste. Producția reală reflectă activitatea economică efectivă, care poate fluctua în funcție de ciclurile economice, în timp ce producția potențială indică nivelul la care economia ar putea funcționa optim, cu o utilizare completă a resurselor. Diferența dintre PIB-ul real și PIB-ul potențial este un indicator esențial al decalajului de producție, care influențează deciziile de politică economică.

## Limitele producției
Constrângerile naturale (fizice, etc.) și instituționale stabilesc limitele creșterii economice. Aceste constrângeri includ factori precum dimensiunea și calitatea forței de muncă, resursele naturale disponibile, tehnologia existentă și structurile instituționale sau politice.
Dacă PIB-ul real crește și se menține deasupra producției potențiale, într-o economie de piață liberă (adică în absența controlului asupra salariilor și prețurilor), inflația tinde să crească, deoarece cererea pentru factorii de producție depășește oferta. Aceasta se datorează ofertei finite de muncă și timp, echipamentelor de capital, resurselor naturale, precum și limitărilor impuse de tehnologie și abilități de management. Grafic, expansiunea producției dincolo de limita naturală poate fi reprezentată prin deplasarea volumului de producției deasupra cantității optime de pe curba costurilor medii. În mod similar, dacă PIB-ul rămâne sub PIB-ul potențial, inflația ar putea încetini pe măsură ce furnizorii reduc prețurile pentru a vinde mai multe produse, utilizând capacitatea excedentară de producție. Diferența dintre PIB-ul real și PIB-ul potențial este cunoscută drept decalajul de producție și reprezintă un indicator esențial pentru politica economică.
Producția potențială în macroeconomie corespunde unui punct de pe curba posibilităților de producție a unei economii în ansamblu, reflectând constrângerile sale naturale, tehnologice și instituționale.

## Utilizarea resurselor
Producția potențială este adesea denumită „produsul intern brut natural”. Dacă economia se află la nivelul PIB-ului potențial, rata șomajului se află în mod teoretic la nivelul NAIRU (rata naturală a șomajului sau rata șomajului non-accelerator al inflației). Totuși, există un mare dezacord între economiști cu privire la valoarea exactă a acestor rate, iar conceptul de NAIRU este respins de post-keynesieni ca fiind nevalid.
Diferența dintre producția potențială și producția efectivă este cunoscută sub denumirea de decalajul de producție sau decalajul PIB. Acesta poate urmări îndeaproape întârzierile în utilizarea capacității industriale, indicând presiuni inflaționiste sau deflaționiste în economie.
Producția potențială a fost, de asemenea, analizată în legătură cu legea lui Okun, care stabilește relația dintre ratele șomajului și PIB-ul real, referindu-se la schimbările procentuale ale producției asociate cu modificările decalajului de producție și în cadrul evoluției în timp. De asemenea, a fost studiată în decompoziția tendinței economice și a ciclului economic față de decalajul de producție.